# 里森峰
71°58′S 3°18′E / 71.967°S 3.300°E
里森峰是南極洲的山峰，位於東部南極洲的毛德皇后地，屬於耶爾斯維克山脈的一部分，由挪威的製圖師根據測量和空中照片繪入地圖。